# Montanissell
Montanissell és un nucli de població del municipi de Coll de Nargó, a l'Alt Urgell. El 2005 tenia 28 habitants i és en un lloc elevat a 1.134 metres d'altitud al peu de la serra de Sant Joan. Sota mateix de la cinglera es troba l'església de Sant Joan. La «vila de Montangocello» (Montanissell) és citada el 988 per una permuta entre el bisbe d'Urgell i el Comte Borrell II.

## Indrets d'interès
Montanissell manté els següents monuments protegits com a béns culturals d'interès local:
- Sant Joan de Montanissell
- Castell de Montanissell
- Mare de Déu de la Salut de Montanissell